# No Escape (película de 2015)
No Escape  (en Latinoamérica: Sin escape y estrenada en España con el título Golpe de estado) es una película estadounidense de 2015. Está protagonizada por Owen Wilson, Pierce Brosnan y Lake Bell, y es dirigida por John Erick Dowdle, quien coescribió el guion junto con su hermano, Drew Dowdle, quien también es uno de los productores de la película. El primer tráiler de la película fue lanzado el 5 de marzo de 2015 por The Weinstein Company en su canal de YouTube, confirmando la fecha de estreno para el 26 de agosto de 2015.

## Sinopsis
La película cuenta la historia de un hombre empleado de una firma estadounidense, que se ha mudado con su familia a un país del sudeste asiático como representante de un megaproyecto, la construcción de una represa. Al poco tiempo de llegar, se encuentran en medio de una crisis nacional a raíz del enfrentamiento de los ciudadanos contra las autoridades debido a la privatización del agua, como consecuencia de los acuerdos tomados entre el máximo líder político y representantes de intereses extranjeros (coincidentemente, la empresa en la que labora el protagonista). Se produce un golpe de Estado y se desatan caos, violencia, guerra civil y persecución y ejecución de todo forastero a manos de rebeldes y grupos radicalizados. En ese contexto, el protagonista y su familia intentarán huir aunque las posibilidades de escape serán casi inexistentes.

## Trama
La película comienza con la muerte del mandatario de un país asiático (posiblemente Camboya) en cuya capital es donde se desarrolla la película. El guardaespaldas del mandatario se suicida al ver que los rebeldes han consumado un golpe de Estado. 
17 horas antes Jack Dwyer (Owen Wilson), su esposa Annie (Lake Bell), y sus hijas Lucy (Sterling Jerins) y Beeze (Claire Geare), llegan a la ciudad en un avión. Él ha sido contratado como ingeniero en Cardiff, una empresa que pretende construir una central hidroeléctrica en el país. En el vuelo conocen a un hombre llamado Hammond (Pierce Brosnan), quien viaja frecuentemente a ese lugar. Ya en el aeropuerto, él se ofrece a llevarlos hacia el hotel en un transporte donde el chofer es un asiático que se hace llamar Kenny Rogers. Al llegar al hotel Jack y su familia se instalan en su habitación. Jack intenta ver la televisión, pero todos los canales reciben interferencias y no consigue ver nada. Informa del problema al recepcionista del hotel y le dice que no hay señales ni de televisión, ni de teléfono, ni de internet. Se detiene en un bar del hotel y charla con Hammond, quien le dice que aunque no haya señal de comunicación, él disfruta de este lugar.
Al día siguiente Jack se levanta en busca de un periódico estadounidense. Recorre un par de manzanas para llegar al quiosco, pero al volver al hotel observa un grupo de rebeldes aproximándose por su izquierda y un grupo de policías por su derecha. Él se encuentra en medio cuando comienza el enfrentamiento. Huye por varios callejones, regresa a su hotel y con asombro mira cómo en la puerta principal un grupo de rebeldes toma prisionero a un estadounidense, a quien poco después asesinan de un tiro en la nuca. Es entonces cuando se percata de que los rebeldes están asesinando a los extranjeros. Descubierto y perseguido por los rebeldes consigue acceder al hotel por la escalera de emergencias, rompiéndola para no ser alcanzado. Al llegar a su habitación, comenta con Annie que los rebeldes están atacando a todos por igual, por lo que deciden buscar un lugar seguro. En ese momento se percatan de que Lucy, su hija mayor, no está con ellos, pues sin permiso bajó a la piscina. Jack ordena a Annie quedarse en la habitación mientras él baja a buscar a Lucy. Annie se refugia en la habitación mientras un par de rebeldes entran por la fuerza a la habitación contigua, donde se escuchan gritos de terror y claramente el asesinato de los huéspedes. Los rebeldes entonces se disponen a entrar a la habitación de Annie quien resiste en la puerta.
Jack mientras tanto, encuentra a Lucy y la lleva de vuelta a la habitación. Cuando cruzan por las escaleras de emergencia, un rebelde los intercepta e intenta asesinarlos, entonces reaparece Hammond, quien neutraliza al rebelde y les indica a Jack y Lucy, que deben subir a la azotea. Jack llega a la habitación de Annie, y ella al reconocer su voz abre la puerta. La familia sube a la azotea y se encuentra con más extranjeros que, desconcertados, hacen todo por mantenerse a salvo de los rebeldes.
Jack conversa con algunos de los que están en el techo y descubren que los rebeldes están atacando porque Cardiff, la empresa para la cual Jack trabaja, ha tomado control del agua de la ciudad. Momentos después oyen el sonido de un helicóptero. Creyendo que es de rescate, los extranjeros hacen avisos de socorro pero al aproximarse Jack se percata de que era del Gobierno. El helicóptero realiza un giro y por la puerta lateral aparece un rebelde que abre fuego sobre los extranjeros asesinando a varios. Jack y su familia se resguardan bajo una estructura de cemento y el helicóptero se estrella al enredarse un cable en el rotor de timón. Aprovechando la incertidumbre, Jack y su familia se dirigen hacia el otro extremo del techo, donde Jack descubre que la única forma de escapar es saltando al techo del edificio contiguo, el cual se encuentra un par de metros más abajo. Annie es la primera en saltar, Jack toma a Beeze y la arroja a los brazos de su esposa, después a Lucy y por último salta él. Al llegar al otro edificio, observa cómo un rebelde que parece ser el líder, carga en su cuello un cartel de bienvenida con el rostro de Jack, el mismo cartel que la empresa Cardiff había colocado días antes en el hall del hotel. Es entonces cuando Jack se da cuenta de que lo buscan específicamente a él.
Bajando por una viga logran adentrarse en el edificio de oficinas al que saltaron. Aprovechan para recuperar el aliento, y entonces observan un tanque apuntando hacia ellos, Jack rompe el cristal del piso y acceden a la oficina en medio de un alboroto formado por los empleados. El tanque dispara y varios empleados mueren. Jack y su familia se esconden bajo una pila de escombros y cubren su presencia con el cadáver de un lugareño. Los rebeldes entran en la oficina y la abandonan sin descubrir a la familia.
La idea de la familia entonces es llegar a la embajada estadounidense. Cuando están trazando la ruta a seguir, un rebelde entra a la habitación y corre para intentar alertar a sus compañeros de la presencia de la familia. Jack lo detiene y lo asesina en un acto desesperado para que deje de gritar. Con las llaves de una motocicleta que Jack encontró, se dirigen a la embajada estadounidense. Por el camino se cruzan con un numeroso grupo de rebeldes que desfilan en sentido contrario. Un local los identifica pero los deja pasar. Al llegar a la embajada y verla devastada, Jack y su familia huyen de la zona. La familia entra a una enorme finca donde el propietario los ahuyenta, pero al ver a las pequeñas decide darles refugio. Los esconde entre sus plantas ornamentales cuando los rebeldes entran. Mientras los buscan, uno de ellos apoya su arma en una estatua y Jack decide cogerla. Cuando se aproxima a ella, es descubierto y capturado. Annie en un intento por salvarle la vida, se delata y los rebeldes la toman como rehén. Uno de los rebeldes toma a Annie con ayuda de sus compañeros e intenta violarla. En ese momento Hammond reaparece nuevamente siendo empujado y capturado por un rebelde. Él suplica por su vida e intenta persuadir a todos de dejarlo vivo a cambio de armas. En ese momento, el rebelde que retenía a Hammond, quien era en realidad Kenny Rogers, dispara contra los captores de Annie y Hammond también lo hace, liberando a la familia nuevamente. El líder de los captores logra escapar.
Hammond y Kenny acompañan a la familia a un edificio seguro para descansar de manera temporal. Ahí Jack y Hammond conversan y éste le explica su trabajo, que consiste en crear posibilidades de negocio para Estados Unidos en países en vías de desarrollo. Hammond continúa explicando que el objetivo de empresas como Cardiff es endeudar a dichos países para después cobrar con embargos la deuda generada. Debido a la peligrosidad de su trabajo está entrenado en supervivencia y armas, al igual que Kenny Rogers. También le comenta que por su culpa Jack y su familia se encuentran en esa situación, así que lo menos que puede hacer es mantenerlos con vida. El plan ahora es llegar al río y navegar un par de kilómetros rio abajo hasta cruzar a Vietnam, donde seguramente recibirán asilo. 
La familia descansa un par de horas hasta que es despertada por la alerta de varios rebeldes que intentan dispararles, Hammond los cubre repeliendo el fuego, corren escaleras abajo y Kenny Rogers es asesinado por un tiro proveniente del tejado aledaño. Mientras escapan del fuego, Hammond también recibe un tiro en el estómago, pero afortunadamente logra neutralizar a los rebeldes y bajan a la calle. A Hammond le es imposible continuar protegiendo a la familia debido al disparo así que ordena a Jack continuar solos, a lo lejos un camión rebelde los descubre y se enfila para detenerlos, Hammond en un último esfuerzo apunta al conductor, y estando a algunos metros logra detener la marcha del camión no así su inminente muerte.
Jack y su familia avanzan por callejones para alcanzar el río. Al llegar a este, Jack negocia con el dueño de un bote, intentando comprarlo con un reloj y sus zapatillas. Mientras hacen el trueque, el líder de los rebeldes  aparece nuevamente sometiendo con ayuda de sus compañeros a Jack. Cuando estaba a punto de matarlo de un tiro, Lucy pierde la cabeza y grita mientras se acerca a ellos, Annie quien no puede hacer nada, permanece oculta. Los rebeldes nuevamente y de forma cruel, empuñando una pistola en la mano de Lucy, intentan obligarla a asesinar a su propio padre. Cuando esta se niega, el líder rebelde amenaza con matarla a ella con otra pistola, Jack entonces, suplica a Lucy que dispare, para así tener alguna esperanza de que la pequeña salga viva. Después de varios segundos de tensión, Annie salta de entre los arbustos y noquea al líder rebelde con un arma contundente. Jack aprovecha la confusión, arrebata el arma de la mano de Lucy y dispara contra los demás captores. 
Nuevamente a salvo de forma temporal, suben al bote y se dirigen río abajo, y al poco tiempo logran vislumbrar la frontera de Vietnam. Al mismo tiempo, los rebeldes los descubren y persiguen en la orilla del río y los vietnamitas les ordenan a la familia detener la marcha del bote. Jack, en medio de la tensión, les dice que son estadounidense y necesitan refugio, por un momento parece que los vietnamitas abrirán fuego, pero el bote cruza la frontera marcada en el río, los soldados vietnamitas entonces redirigen sus armas a los rebeldes y les ordenan evitar disparos, puesto que ahora el bote se encuentra en aguas vietnamitas y cualquier ataque a sus tripulantes se consideraría un acto de guerra. Jack y su familia son puestos a salvo y el filme termina con la familia recostada sobre la cama de un hospital, en donde Jack cuenta a las niñas, la historia de cómo nació Lucy.

## Reparto
- Owen Wilson como Jack Dwyer, un nuevo empleado de Cardiff (originalmente un ingeniero civil estadounidense) y esposo de Annie.
- Lake Bell como Annie Dwyer, la esposa de Jack.
- Sterling Jerins como Lucy Dwyer, la hija mayor de Jack y Annie.
- Claire Geare como Briegel Dwyer, la hija menor de Jack y Annie, también conocida como "Beeze".
- Pierce Brosnan como Hammond, un operativo del Servicio Secreto de Su Majestad.
- Sahajak Boonthanakit como "Kenny Rogers", un hombre local que dirige un servicio de taxis temático Kenny Rogers, pero que en realidad es el socio de Hammond.

## Desarrollo
En 2012, se informó que Owen Wilson sería el protagonista de una película de acción llamada The Coup, con la similitud de una película parecida a Taken, y se centraría en una familia estadounidense que se muda al sureste de Asia y se encuentran con un ataque en la ciudad. Luego, durante el festival de Cannes, se informó que Pierce Brosnan se uniría al proyecto, en el papel de "un misterioso y heroico operativo." Luego se confirmó que John Erick Dowdle, conocido por sus numerosas películas de terror, que escribió junto con su hermano, Drew Dowdle, dirigiría la película. 
En agosto de 2013, se informó que Bold Films financiaría la película, reemplazando a Crime Scene Pictures.

## Producción

### Filmación
No Escape se filmó en Chiang Mai, Tailandia. Fotografía principal comenzó el 31 de octubre de 2013, con la productora tailandesa Living Films facilitando el rodaje. "Los productores de la película tenían una amplia variedad de países en los que podrían haber basado esta producción", dijo el fundador y director ejecutivo de Living Films, Chris Lowenstein. "El hecho de que eligieron Tailandia es un gran testimonio de las habilidades del personal tailandés y los recursos que ofrece Tailandia. Estamos encantados de ayudar a llevar este proyecto a la pantalla". Sierra / Affinity manejó las ventas internacionales de la película. Brosnan se unió al equipo en diciembre después de terminar su trabajo en How to Make Love Like an Englishman, y se mudó a Camboya donde se llevó a cabo la producción, con su personaje supuestamente llamado "Hammond".
El 10 de junio de 2014, se anunció que la película se estrenaría el 6 de marzo de 2015. El 6 de febrero de 2015, se anunció que la película fue retitulada a No Escape, y su estreno se retrasó hasta el 2 de septiembre de 2015. Luego cambió nuevamente, esta vez al 26 de agosto de 2015.
La película fue aprobada para su estreno en Tailandia después de que los realizadores acordaron no identificar el país donde fue filmada o retratarlo negativamente. En una entrevista para The Straits Times, el coguionista Drew Dowdle explicó: "Tuvimos mucho cuidado de no hacerlo en Tailandia en la película, por lo que no se usó tailandés ... Ninguno de los letreros es tailandés y la mayor parte del idioma que habla la población nativa es una combinación de laosiano, idioma de las tribus de las Colinas y otros idiomas". Los realizadores también recibieron instrucciones de no utilizar imágenes de la monarquía tailandesa y de "nunca mostrar al rey o el color amarillo porque ese es el color del rey". El director John Dowdle agregó que también se les dijo "no hay budas ... no hagas nada malo delante de un buda".

## Recepción

### Taquilla
No Escape  recaudó $ 27.3 millones en Norteamérica y $ 27.1 millones en otros territorios para un total mundial de $ 54.4 millones, contra un presupuesto de 5 millones de dólares. La película recaudó $ 1.2 millones en su día de estreno y $ 8.1 millones en su primer fin de semana, terminando cuarto en la taquilla.

### Respuesta crítica
El sitio web de agregación de reseñas Rotten Tomatoes otorga a la película una calificación del 47% según 155 reseñas y una calificación promedio de 4.98 / 10. El consenso crítico del sitio dice, " No Escape  ' El reparto talentoso y la emoción tensa de la película B son desafortunadamente compensados por sus personajes unidimensionales y su visión del mundo incómodamente retrógrada". En Metacritic, la película tiene una puntuación de 38 sobre 100, según 33 críticos, lo que indica "críticas generalmente desfavorables". La película recibió un promedio de "B +" CinemaScore del público, en una A + a escala F.
  Toronto Star  ' s Peter Howell cuestionó la película por su "falta de consideraciones morales", pero en general la elogió por ser de suspenso y "gran entretenimiento".  The Washington Post  ' Stephanie Merry escribió que "todo personaje asiático es un asesino despiadado o un daño colateral anónimo".  Seattle Times  ' Moira Macdonald criticó' 'No Escape' 'como ofensivo y concluyó: "Al igual que la familia Dwyer , Me encontré buscando un escape; tú también podrías. Peter Sobczynski de Rogerebert.com criticó "No Escape" por su "xenofobia límite", pero finalmente criticó la película por la dirección de la película de John Erick Dowdle y "involuntariamente cómico". Concluyó que era "una de las películas más desagradables del año". 

### Controversia
Después de que se publicaran los avances de la película, se produjo un alboroto social en Camboya por el uso de letras jemer invertidas en los escudos de la policía. Desde entonces, el Ministerio de Cultura y Bellas Artes (Camboya) ha prohibido que la película se proyecte en Camboya. Sin Chanchaya, director del Departamento de Cine dijo que la decisión de prohibir la película se había tomado únicamente en base al tráiler y también se le informó que para poder recibir el permiso para rodar en Tailandia, donde acababan de ocurrir varios golpes de estado reales. El  equipo de producción tuvo que arreglar que ninguna escena identificara directamente a Tailandia como escenario. Chanchaya también dijo que el Ministerio de Camboya se había acercado a los productores de la película para editar las letras jemer de la película, pero no habían respondido en el momento de la decisión.